# Ahmed Hassan Mahgoub
Ahmed Hassan Mahgoub (أحمد حسن محجوب en árabe; El Cairo, 5 de marzo de 1993), conocido como Kouka o Koka, es un futbolista egipcio que juega como delantero en el Al-Ettifaq Club de la Liga Profesional Saudí y en el equipo nacional egipcio.

## Carrera

### Al Ahly
Hassan empezó su carrera con Al Ahly SC. Después de que Al Ahly no le ofreció un contrato profesional, decidió dejar el equipo y en diciembre de 2011 se unió al equipo portugués Rio Ave.

### Río Ave
Hassan jugó para Rio Ave en equipos menores para crecer como jugador. Fue promovido al primer equipo en el principio de la temporada 2012–13 y debutó el 9 de septiembre de 2012 contra F.C. Paços de Ferreira.

### Braga
El 26 de agosto de 2015, Hassan firmó un contrato de cinco años con S.C. Braga. El 22 de octubre de 2015,  puntúe el primer objetivo en Braga 3-2 Europa victoria de etapa de grupo de la Liga contra Olympique de Marsella. En lágrimas durante su celebración, Hassan dedicó el gol a su padre, quién había fallecido el día antes.

### Olympiacos
Para la temporada 2018-19 fue cedido a Olympiacos. Tras regresar a Braga, en enero de 2020 volvió al club de El Pireo.
El 8 de septiembre de 2021 fue cedido una temporada al Konyaspor turco. Un año después volvió a ser prestado, siendo esta vez el Alanyaspor su destino. Tras esta segunda cesión regresó a Turquía, ya desvinculado del equipo griego, para jugar en el Pendikspor. Allí estuvo media campaña y en febrero de 2024 volvió al Alanyaspor.
El 31 de agosto de 2024 se hizo oficial su vuelta al Rio Ave F. C., donde jugó 98 partidos y marcó 32 goles entre 2011 y 2015, por una temporada. A mitad de la misma dejó el club para irse al Le Havre A. C. Allí la completó y en julio de 2025 se unió al Al-Ettifaq Club.

## Selección nacional
Como internacional debutó con el equipo nacional sub-20, Hassan anotó dos veces en Turquía en contra de Irak e Inglaterra, mientras anotó el único gol de su país en contra de Chile.

## Estadística de carrera

### Club
| Club    | Temporada | Liga   | Liga  | Copa   | Copa  | Copa de la Liga | Copa de la Liga | Europa | Europa | Total  | Total |
| Club    | Temporada | Juegos | Goles | Juegos | Goles | Juegos          | Goles           | Juegos | Goles  | Juegos | Goles |
| ------- | --------- | ------ | ----- | ------ | ----- | --------------- | --------------- | ------ | ------ | ------ | ----- |
| Rio Ave | 2012–13   | 17     | 7     | 1      | 0     | 6               | 2               | -      | -      | 24     | 9     |
| Rio Ave | 2013–14   | 25     | 3     | 6      | 1     | 4               | 2               | -      | -      | 35     | 6     |
| Rio Ave | 2014–15   | 22     | 12    | 3      | 2     | 0               | 0               | 9      | 1      | 34     | 15    |
| Rio Ave | 2015–16   | 2      | 1     | 0      | 0     | 0               | 0               | 0      | 0      | 2      | 1     |
| Rio Ave | Total     | 66     | 23    | 10     | 3     | 10              | 4               | 9      | 1      | 95     | 31    |
| Braga   | 2015–16   | 13     | 7     | 4      | 0     | 3               | 1               | 6      | 2      | 26     | 10    |
| Total   | Total     | 79     | 30    | 14     | 3     | 13              | 5               | 15     | 3      | 121    | 41    |

### Internacional
| Equipo nacional | Año   | Juegos | Goles |
| --------------- | ----- | ------ | ----- |
| Egipto          | 2013  | 1      | 1     |
| Egipto          | 2014  | 2      | 0     |
| Egipto          | 2015  | 3      | 4     |
| Egipto          | Total | 6      | 5     |

#### Goles internacionales
| #  | Fecha                   | Local                                  | Adversario | Puntuación | Resultado | Competición                                          |
| -- | ----------------------- | -------------------------------------- | ---------- | ---------- | --------- | ---------------------------------------------------- |
| 1. | 14 de agosto de 2013    | El Gouna Estadio, El Gouna             | Uganda     | 1–0        | 3–0       | Amistoso                                             |
| 2. | 11 de octubre de 2015   | Mohammed Cubo Zayed Estadio, Abu Dhabi | Zambia     | 1–0        | 3–0       | Amistoso                                             |
| 3. | 11 de octubre de 2015   | Mohammed Cubo Zayed Estadio, Abu Dhabi | Zambia     | 2–0        | 3–0       | Amistoso                                             |
| 4. | 17 de noviembre de 2015 | Borg El Estadio árabe, Alejandría      | Chad       | 3–0        | 4–0       | Clasificación para la Copa Mundial de Fútbol de 2018 |
| 5. | 17 de noviembre de 2015 | Borg El Estadio árabe, Alejandría      | Chad       | 4–0        | 4–0       | Clasificación para la Copa Mundial de Fútbol de 2018 |

## Palmarés

### Títulos nacionales
| Título                      | Club                   | País     | Año  |
| --------------------------- | ---------------------- | -------- | ---- |
| Copa de Portugal            | S. C. Braga            | Portugal | 2016 |
| Copa de la Liga de Portugal | S. C. Braga            | Portugal | 2020 |
| Superliga de Grecia         | Olympiacos de El Pireo | Grecia   | 2020 |
| Copa de Grecia              | Olympiacos de El Pireo | Grecia   | 2020 |
| Superliga de Grecia         | Olympiacos de El Pireo | Grecia   | 2021 |